# Šklendrovec
Šklendrovec este o localitate din comuna Zagorje ob Savi, Slovenia, cu o populație de 160 de locuitori.